# Hoplitis pomarina
Hoplitis pomarina är en biart som först beskrevs av Warncke 1991.  Hoplitis pomarina ingår i släktet gnagbin, och familjen buksamlarbin. Inga underarter finns listade i Catalogue of Life.